# Atletiek op de Olympische Zomerspelen 2012 – 400 meter vrouwen
De 400 meter vrouwen op de Olympische Zomerspelen 2012 in Londen vond plaats op vrijdag 3 augustus (series), zaterdag 4 augustus (halve finales) en zondag 5 augustus 2012 (finale). Regerend olympisch kampioene was Christine Ohuruogu uit Groot-Brittannië, die ditmaal genoegen moest nemen met de zilveren medaille.

## Records
Voorafgaand aan het toernooi waren dit het wereldrecord en het olympisch record.
| Wereldrecord     | Marita Koch      | 47,60 | Canberra | 6 oktober 1985 |
| Olympisch record | Marie-José Pérec | 48,25 | Atlanta  | 29 juli 1996   |

## Uitslagen

### Serie
Kwalificatieregel: eerste drie van elke heat (Q) plus drie snelste tijden overall (q).
Heat 1
| Rang | Atlete                   | Land | Tijd  | Opmerkingen |
| ---- | ------------------------ | ---- | ----- | ----------- |
| 1    | Francena McCorory        | USA  | 50,78 | Q           |
| 2    | Christine Ohuruogu       | GBR  | 50,80 | Q           |
| 3    | Joy Nakhumicha Sakari    | KEN  | 51,85 | Q, SB       |
| 4    | Joanne Cuddihy           | IRL  | 52,09 | q           |
| 5    | Geisa Aparecida Coutinho | BRA  | 53,43 |             |
| 6    | Marina Maslenko          | KAZ  | 53,66 |             |
| 7    | Zamzam Mohamed Farah     | SOM  | 80,48 |             |

Heat 2
| Rang | Atlete                 | Land | Tijd  | Opmerkingen |
| ---- | ---------------------- | ---- | ----- | ----------- |
| 1    | Amantle Montsho        | BOT  | 50,40 | Q           |
| 2    | Christine Day          | JAM  | 51,05 | Q           |
| 3    | Shana Cox              | GBR  | 52,01 | Q           |
| 4    | Aliann Pompey          | GUY  | 52,10 | q, =SB      |
| 5    | Afia Charles           | ANT  | 54,25 |             |
| 6    | Ingrid Yahoska Narvaez | NCA  | 59,55 | =SB         |
| n/a  | Shaunae Miller         | BAH  | n/a   | DNF         |

Heat 3
| Rang | Atlete           | Land | Tijd  | Opmerkingen |
| ---- | ---------------- | ---- | ----- | ----------- |
| 1    | DeeDee Trotter   | USA  | 50,87 | Q           |
| 2    | Rosemarie Whyte  | JAM  | 50,90 | Q           |
| 3    | Jenna Martin     | CAN  | 51,98 | Q           |
| 4    | Omolara Omotosho | NGR  | 52,11 | q           |
| 5    | Raysa Sánchez    | DOM  | 52,47 |             |
| 6    | Aauri Bokesa     | ESP  | 53,67 |             |
| 7    | Zourah Ali       | DJI  | 65,37 |             |

Heat 4
| Rang | Atlete               | Land | Tijd  | Opmerkingen |
| ---- | -------------------- | ---- | ----- | ----------- |
| 1    | Sanya Richards-Ross  | USA  | 51,78 | Q           |
| 2    | Carol Rodríguez      | PUR  | 52,19 | Q           |
| 3    | Tjipekapora Herunga  | NAM  | 52,31 | Q           |
| 4    | Pınar Saka           | TUR  | 52,38 |             |
| 5    | Svjatlana Voesovitsj | BLR  | 52,40 |             |
| 6    | Phumlile Ndzinisa    | SWZ  | 53,95 |             |
| 7    | Hristina Risteska    | MKD  | 60,86 |             |

Heat 5
| Rang | Atlete               | Land | Tijd  | Opmerkingen |
| ---- | -------------------- | ---- | ----- | ----------- |
| 1    | Antonina Krivosjapka | RUS  | 50,75 | Q           |
| 2    | Alina Lohvynenko     | UKR  | 52,08 | Q           |
| 3    | Lee McConnell        | GBR  | 52,23 | Q           |
| 4    | Moa Hjelmer          | SWE  | 52,86 |             |
| 5    | Ambwene Simukonda    | MAW  | 54,20 | NR          |
| 6    | Danielle Alakija     | FIJ  | 56,77 |             |
| n/a  | Kanika Beckles       | GRN  | n/a   | DNS         |

Heat 6
| Rang | Atlete                 | Land | Tijd  | Opmerkingen |
| ---- | ---------------------- | ---- | ----- | ----------- |
| 1    | Novlene Williams-Mills | JAM  | 50,88 | Q           |
| 2    | Natalja Pyhyda         | UKR  | 51,09 | Q, PB       |
| 3    | Libania Grenot         | ITA  | 52,13 | Q           |
| 4    | Joelma Sousa           | BRA  | 52,69 |             |
| 5    | Bianca Răzor           | ROU  | 52,83 |             |
| 6    | Maziah Mahusin         | BRU  | 59,28 | NR          |
| n/a  | Kineke Alexander       | VIN  | n/a   | DNF         |

Heat 7
| Rang | Atlete             | Land | Tijd  | Opmerkingen |
| ---- | ------------------ | ---- | ----- | ----------- |
| 1    | Regina George      | NGR  | 51,24 | Q           |
| 2    | Joelia Goesjtsjina | RUS  | 51,54 | Q           |
| 3    | Marlena Wesh       | HAI  | 51,98 | Q           |
| 4    | Amy Mbacke Thiam   | SEN  | 53,23 |             |
| 5    | Olesea Cojuhari    | MDA  | 53,64 |             |
| 6    | Graciela Martins   | GBS  | 58,30 |             |
| n/a  | Jennifer Padilla   | COL  | n/a   | DSQ         |

### Halve finale
Kwalificatieregel: eerste twee van elke heat (Q) plus de twee snelste tijden overall (q).
Heat 1
| Rang | Naam                  | Land | Tijd  | Opmerkingen |
| ---- | --------------------- | ---- | ----- | ----------- |
| 1    | Sanya Richards-Ross   | USA  | 50,07 | Q           |
| 2    | Christine Ohuruogu    | GBR  | 50,22 | Q, SB       |
| 3    | Rosemarie Whyte       | JAM  | 50,98 | q           |
| 4    | Joelia Goesjtsjina    | RUS  | 51,66 |             |
| 5    | Joanne Cuddihy        | IRL  | 51,88 |             |
| 6    | Tjipekapora Herunga   | NAM  | 52,53 |             |
| 7    | Jenna Martin          | CAN  | 52,83 |             |
| 8    | Joy Nakhumicha Sakari | KEN  | 52,95 |             |

Heat 2
| Rang | Naam              | Land | Tijd  | Opmerkingen |
| ---- | ----------------- | ---- | ----- | ----------- |
| 1    | Amantle Montsho   | BOT  | 50,15 | Q           |
| 2    | Francena McCorory | USA  | 50,19 | Q           |
| 3    | Libania Grenot    | ITA  | 51,18 |             |
| 4    | Christine Day     | JAM  | 51,19 |             |
| 5    | Regina George     | NGR  | 51,35 |             |
| 6    | Alina Lohvynenko  | UKR  | 51,38 |             |
| 7    | Aliann Pompey     | GUY  | 52,58 |             |
| 8    | Shana Cox         | GBR  | 52,58 |             |

Heat 3
| Rang | Naam                   | Land | Tijd  | Opmerkingen |
| ---- | ---------------------- | ---- | ----- | ----------- |
| 1    | Antonina Krivosjapka   | RUS  | 49,81 | Q           |
| 2    | DeeDee Trotter         | USA  | 49,87 | Q, SB       |
| 3    | Novlene Williams-Mills | JAM  | 49,91 | q           |
| 4    | Omolara Omotosho       | NGR  | 51,41 |             |
| 5    | Natalja Pyhyda         | UKR  | 51,41 |             |
| 6    | Carol Rodríguez        | PUR  | 52,08 |             |
| 7    | Lee McConnell          | GBR  | 52,24 |             |
| 8    | Marlena Wesh           | HAI  | 52,49 |             |

### Finale
| Rang   | Baan | Atlete                 | Land | Tijd  | Opmerkingen |
| ------ | ---- | ---------------------- | ---- | ----- | ----------- |
| Goud   | 6    | Sanya Richards-Ross    | USA  | 49,55 |             |
| Zilver | 8    | Christine Ohuruogu     | GBR  | 49,70 | SB          |
| Brons  | 4    | DeeDee Trotter         | USA  | 49,72 | SB          |
| 4      | 7    | Amantle Montsho        | BOT  | 49,75 |             |
| 5      | 2    | Novlene Williams-Mills | JAM  | 50,11 |             |
| 6      | 5    | Antonina Krivosjapka   | RUS  | 50,17 |             |
| 7      | 9    | Francena McCorory      | USA  | 50,33 |             |
| 8      | 3    | Rosemarie Whyte        | JAM  | 50,79 |             |